# Grand Prix moto de Rio de Janeiro
Pour les Grands Prix moto du Brésil courus entre 1987 et 1992, voir Grand Prix moto du Brésil.

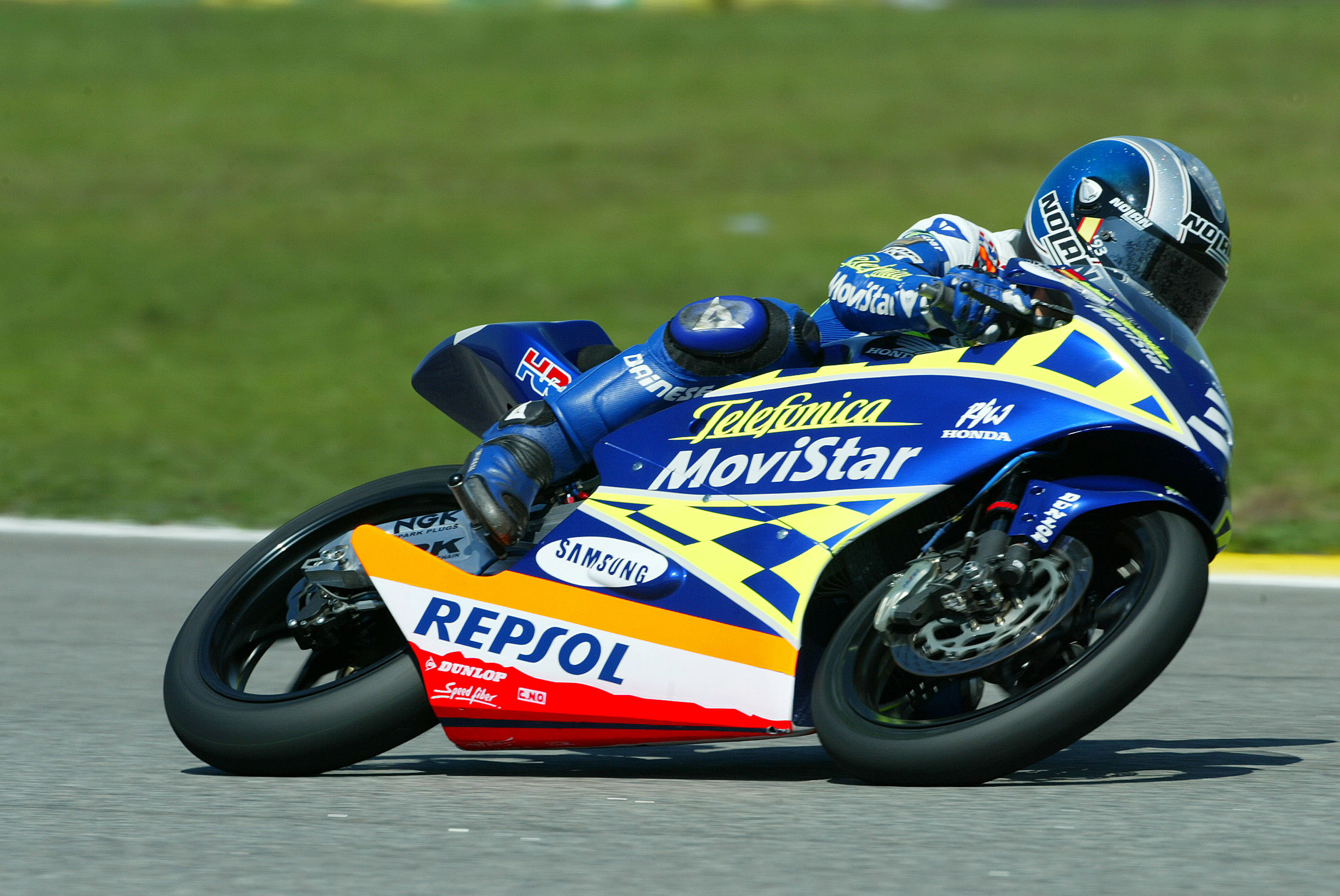
Dani Pedrosa, Rio de Janeiro, 2003.

Le Grand Prix moto de Rio de Janeiro est une épreuve de compétition de vitesse moto ayant fait partie du championnat du monde de vitesse moto de 1995 à 2004

## Noms officiels et sponsors
- 1995, 1997: Grand Prix de Rio Lucky Strike
- 1996: Grand Prix de Rio (pas de sponsor officiel)
- 1999: Grand Prix de Rio Telefônica Celular
- 2000-2004: Grand Prix de Rio Cinzano

## Vainqueurs du Grand Prix moto de Rio de Janeiro

### Multiple vainqueur (pilotes)
| Nombre de victoires | Pilote          | Victoires | Victoires            |
| Nombre de victoires | Pilote          | Catégorie | Années des victoires |
| ------------------- | --------------- | --------- | -------------------- |
| 6                   | Valentino Rossi | MotoGP    | 2002, 2003           |
| 6                   | Valentino Rossi | 500 cm3   | 2000, 2001           |
| 6                   | Valentino Rossi | 250 cm3   | 1999                 |
| 6                   | Valentino Rossi | 125 cm3   | 1997                 |
| 2                   | Mick Doohan     | 500 cm3   | 1996, 1997           |
| 2                   | Olivier Jacque  | 250 cm3   | 1996, 1997           |
| 2                   | Daijiro Kato    | 250 cm3   | 2000, 2001           |
| 2                   | Manuel Poggiali | 250 cm3   | 2003, 2004           |

### Multiple vainqueurs (constructeurs)
| Nombre de victoires | Constructeur | Victoires | Victoires                    |
| Nombre de victoires | Constructeur | Catégorie | Années des victoires         |
| ------------------- | ------------ | --------- | ---------------------------- |
| 15                  | Honda        | MotoGP    | 2002, 2003, 2004             |
| 15                  | Honda        | 500 cm3   | 1996, 1997, 2000, 2001       |
| 15                  | Honda        | 250 cm3   | 1995, 1996, 1997, 2000, 2001 |
| 15                  | Honda        | 125 cm3   | 1996, 1999, 2002             |
| 7                   | Aprilia      | 250 cm3   | 1999, 2003, 2004             |
| 7                   | Aprilia      | 125 cm3   | 1995, 1997, 2000, 2004       |
| 3                   | Yamaha       | 500 cm3   | 1995, 1999                   |
| 3                   | Yamaha       | 250 cm3   | 2002                         |
| 2                   | Derbi        | 125 cm3   | 2001, 2003                   |

### Par année
| Saison | Circuit     | 125 cm3                   | 250 cm3                   | MotoGP                  | Résultats |
| ------ | ----------- | ------------------------- | ------------------------- | ----------------------- | --------- |
| 2004   | Jacarepaguá | Héctor Barberá (Aprilia)  | Manuel Poggiali (Aprilia) | Makoto Tamada (Honda)   | Résultats |
| 2003   | Jacarepaguá | Jorge Lorenzo (Derbi)     | Manuel Poggiali (Aprilia) | Valentino Rossi (Honda) | Résultats |
| 2002   | Jacarepaguá | Masao Azuma (Honda)       | Sebastian Porto (Yamaha)  | Valentino Rossi (Honda) | Résultats |
| Saison | Circuit     | 125 cm3                   | 250 cm3                   | 500 cm3                 | Résultats |
| 2001   | Jacarepaguá | Youichi Ui (Derbi)        | Daijiro Kato (Honda)      | Valentino Rossi (Honda) | Résultats |
| 2000   | Jacarepaguá | Simone Sanna (Aprilia)    | Daijiro Kato (Honda)      | Valentino Rossi (Honda) | Résultats |
| 1999   | Jacarepaguá | Noboru Ueda (Honda)       | Valentino Rossi (Aprilia) | Norifumi Abe (Yamaha)   | Résultats |
| 1997   | Jacarepaguá | Valentino Rossi (Aprilia) | Olivier Jacque (Honda)    | Michael Doohan (Honda)  | Résultats |
| 1996   | Jacarepaguá | Haruchika Aoki (Honda)    | Olivier Jacque (Honda)    | Michael Doohan (Honda)  | Résultats |
| 1995   | Jacarepaguá | Masaki Tokudome (Aprilia) | Doriano Romboni (Honda)   | Luca Cadalora (Yamaha)  | Résultats |